# Arrigo Miglio
Arrigo Miglio (ur. 18 lipca 1942 w San Giorgio Canavese) – włoski duchowny katolicki, biskup Ivrei w latach 1999–2012, arcybiskup metropolita Cagliari w latach 2012–2019, kardynał od 2022.

## Życiorys
Święcenia kapłańskie otrzymał 23 września 1967 i został inkardynowany do diecezji Ivrea. Przez wiele lat pracował jako duszpasterz parafialny w Ivrei. W 1980 został wikariuszem biskupim ds. duszpasterskich, a rok później objął funkcję wikariusza generalnego diecezji.
25 marca 1992 papież Jan Paweł II mianował go biskupem diecezjalnym Iglesias. Sakry biskupiej udzielił  mu 25 kwietnia 1992 bp Luigi Bettazzi.
20 lutego 1999 został biskupem diecezjalnym Ivrea.
25 lutego 2012 został arcybiskupem metropolitą Cagliari.
16 listopada 2019 przeszedł na emeryturę.
29 maja 2022 podczas modlitwy Regina Coeli papież Franciszek ogłosił jego nominację kardynalską. 27 sierpnia Miglio został kreowany kardynałem prezbiterem i otrzymał kościół tytularny San Clemente. W związku z ukończeniem 80 lat przed kreacją, nie będzie miał prawa udziału w konklawe.